# هاينز بون
هاينز بون (بالألمانية: Heinz Bonn)‏ هو لاعب كرة قدم ألماني، ولد في 27 يناير 1947 في زيغن في ألمانيا، وتوفي في 1 نوفمبر 1991 في هانوفر في ألمانيا. لعب مع نادي هامبورغ.